# Tanière
Pour les articles homonymes, voir Tanière (homonymie) et Antre.

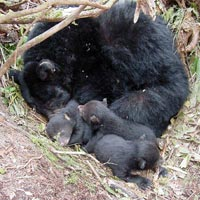
Une Ourse noire (Ursus americanus) hibernant avec ses oursons dans une tanière.

Une tanière, ou antre, est une cavité souterraine, que ce soit dans la terre ou la roche, où se réfugient certains animaux sauvages, principalement des mammifères. Cet abri n'est pas complètement creusé, ce qui le distingue d'un terrier. Les ours sont un exemple connu d'espèces fréquentant ce type d'habitat : certaines espèces s'y abritent l'hiver pour hiberner.